# Tong Hon Keung
Tong Hon Keung es un deportista hongkonés que compitió en tenis de mesa adaptado. Ganó dos medallas en los Juegos Paralímpicos de Verano, bronce en Toronto 1976 y bronce en Arnhem 1980.